# 대구광역시교육청

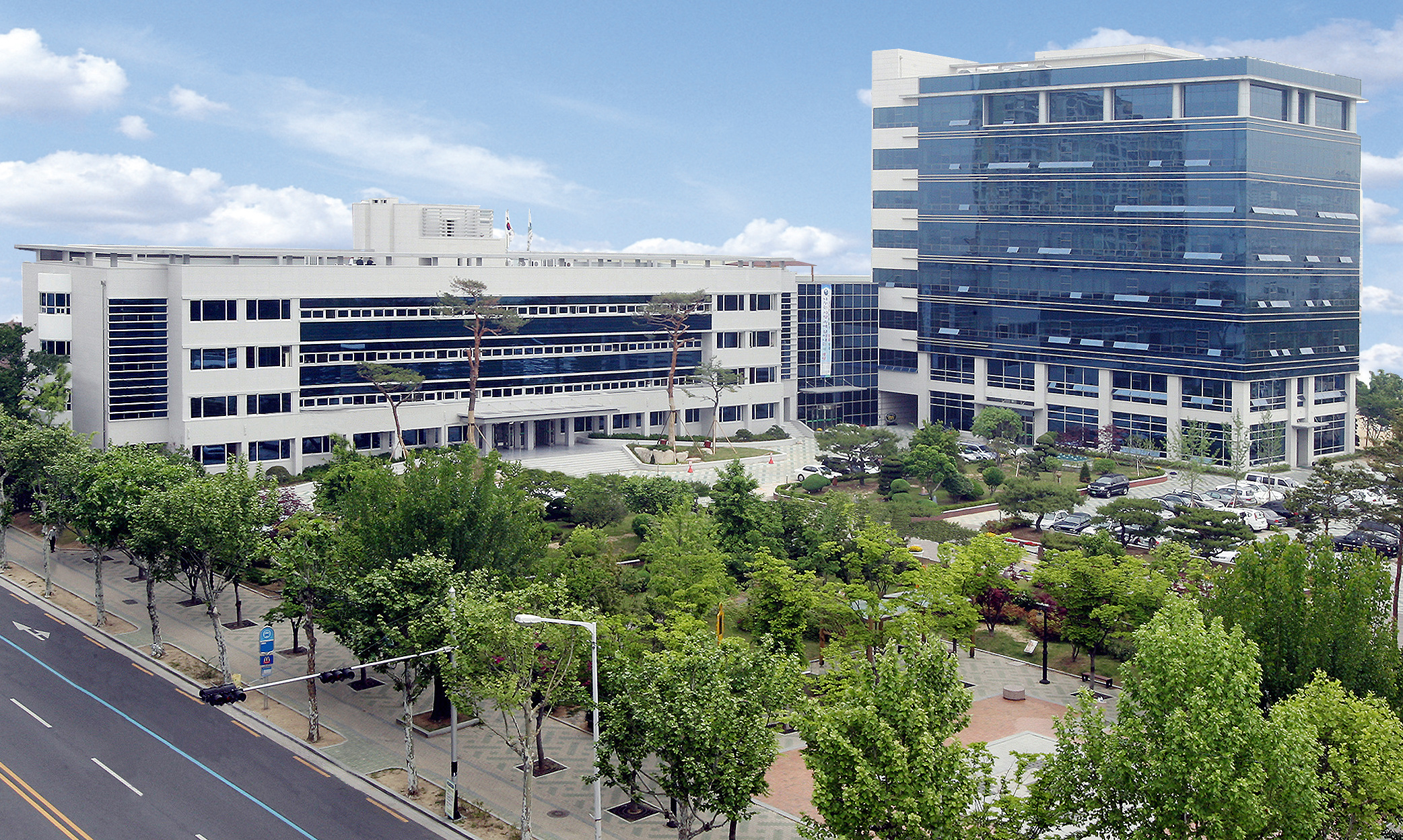
대구광역시교육청 청사

대구광역시교육청(大邱廣域市敎育廳, Daegu Metropolitan Office of Education)은 대한민국 대구광역시의 교육에 관한 사무를 관장하는 지방교육행정기관이다.

## 연혁
- 1952년: 대구시교육위원회 설치.
- 1962년: 대구시교육위원회 폐지. 소관 사무는 경상북도청 교육국으로 이관.
- 1964년: 경상북도교육위원회 소속 대구시교육장 설치.
- 1981년: 대구직할시교육위원회로 개편.
- 1991년: 대구직할시교육청 설치
- 1995년: 대구광역시교육청으로 변경

## 조직
| \| 국 \| 담당관실·과 \| \| 교육감 산하 하부조직 \| 교육감 산하 하부조직 \| \| ---------------------- \| ------------------------------------------------------------------------------------------------------ \| \| \| - 대외협력담당관실 \| \| 부교육감 산하 하부조직 \| \| \| \| - 감사관실 \| \| 교육국 \| - 미래교육과 - 유아특수교육과 - 초등교육과 - 중등교육과 - 융합인재과 - 체육예술보건과 - 생활인성교육과 \| \| 행정국 \| - 총무과 - 학교운영과 - 교육복지과 - 회계정보과 - 교육시설과 - 미래학교추진단 \| \| 정책지원국 \| - 기획조정과 - 안전총괄과 - 행정관리과 - 예산법무과 \| | - 대구광역시교육연수원 - 대구광역시과학교육원 - 대구광역시립도서관 - 대구광역시립중앙도서관 - 대구광역시립동부도서관 - 대구광역시립서부도서관 - 대구광역시립남부도서관 - 대구광역시립북부도서관 - 대구광역시립두류도서관 - 대구광역시립수성도서관 - 대구광역시립대봉도서관 - 대구광역시립달성도서관 - 삼국유사군위도서관 - 대구학생문화센터 - 대구광역시교육연구정보원 - 대구교육해양수련원 - 대구광역시유아교육진흥원 - 대구교육낙동강수련원 - 대구교육팔공산수련원 - 대구광역시동부교육지원청 - 대구광역시서부교육지원청 - 대구광역시남부교육지원청 - 대구광역시달성교육지원청 - 대구광역시군위교육지원청 |
| 국 | 담당관실·과 |
| 교육감 산하 하부조직 | |
| | - 대외협력담당관실 |
| 부교육감 산하 하부조직 | |
| | - 감사관실 |
| 교육국 | - 미래교육과 - 유아특수교육과 - 초등교육과 - 중등교육과 - 융합인재과 - 체육예술보건과 - 생활인성교육과 |
| 행정국 | - 총무과 - 학교운영과 - 교육복지과 - 회계정보과 - 교육시설과 - 미래학교추진단 |
| 정책지원국 | - 기획조정과 - 안전총괄과 - 행정관리과 - 예산법무과 |

## 같이 보기
- 대구광역시교육감
- 대구광역시 부교육감
- 대한민국 교육부
- 대구광역시청
- 대구광역시의회